# Rio de Moinhos (Abrantes)
Rio de Moinhos is een plaats (freguesia) in de Portugese gemeente Abrantes en telt 1 388 inwoners (2001).